# Ringendorf
Ringendorf è un comune francese di 437 abitanti situato nel dipartimento del Basso Reno nella regione del Grand Est.

## Società

### Evoluzione demografica
Abitanti censiti